# Cardal
Cardal est une ville de l'Uruguay située dans le département de Florida. Sa population est de 1 290 habitants.

## Histoire
La ville de Cardal a été fondée par Alberto Rossi le 8 décembre 1900.

## Population
| Année | Population |
| ----- | ---------- |
| 1963  | 1 172      |
| 1975  | 1 155      |
| 1985  | 1 320      |
| 1996  | 1 274      |
| 2004  | 1 290      |

Référence,: